# Virgilio Giotti
Virgilio Giotti, pseudònim de Virgilio Schönbeck (Trieste, 15 de gener de 1885 – 21 de setembre de 1957) fou un poeta italià, que publicà part de la seva obra en triestí. Rebé el Premi Feltrinelli.

## Obra publicada
- Piccolo canzoniere in dialetto triestino, Gonnelli, Florència, 1914.
- Caprizzi, Canzonete e Stòrie, Edizioni di Solaria, Florència, 1928.
- Colori (antologia), Florència, Parenti, 1941; Pàdua, Le Tre Venezie, 1943; Milà-Nàpols, Ricciardi, 1957; Milà, Longanesi, 1972 (amb la incorporació de Poesie per Carlotta, escrit el 1949); Torí, Einaudi, 1992, a cura d'Anna Modena (inclou Poesie per Carlotta).
- Sera, Edizione privata, Trieste, 1946; Torí, De Silva, 1948.
- Versi, Edizioni dello Zibaldone, Trieste, 1953.

Traduccions al català
- Apunts inútils (Cal·lígraf, 2014). Dietari de 1946 a 1955, traduït per Anna Casassas, amb epíleg de Claudio Magris.[1]